# Memorial Nereu Ramos
Memorial Nereu Ramos é um museu biográfico brasileiro, em homenagem a Nereu Ramos, o único catarinense que assumiu a presidência da República. Está localizado no município de Lages, rua Frei Rogério, em anexo ao antigo Colégio Rosa, atualmente denominado Centro Cultural Vidal Ramos.

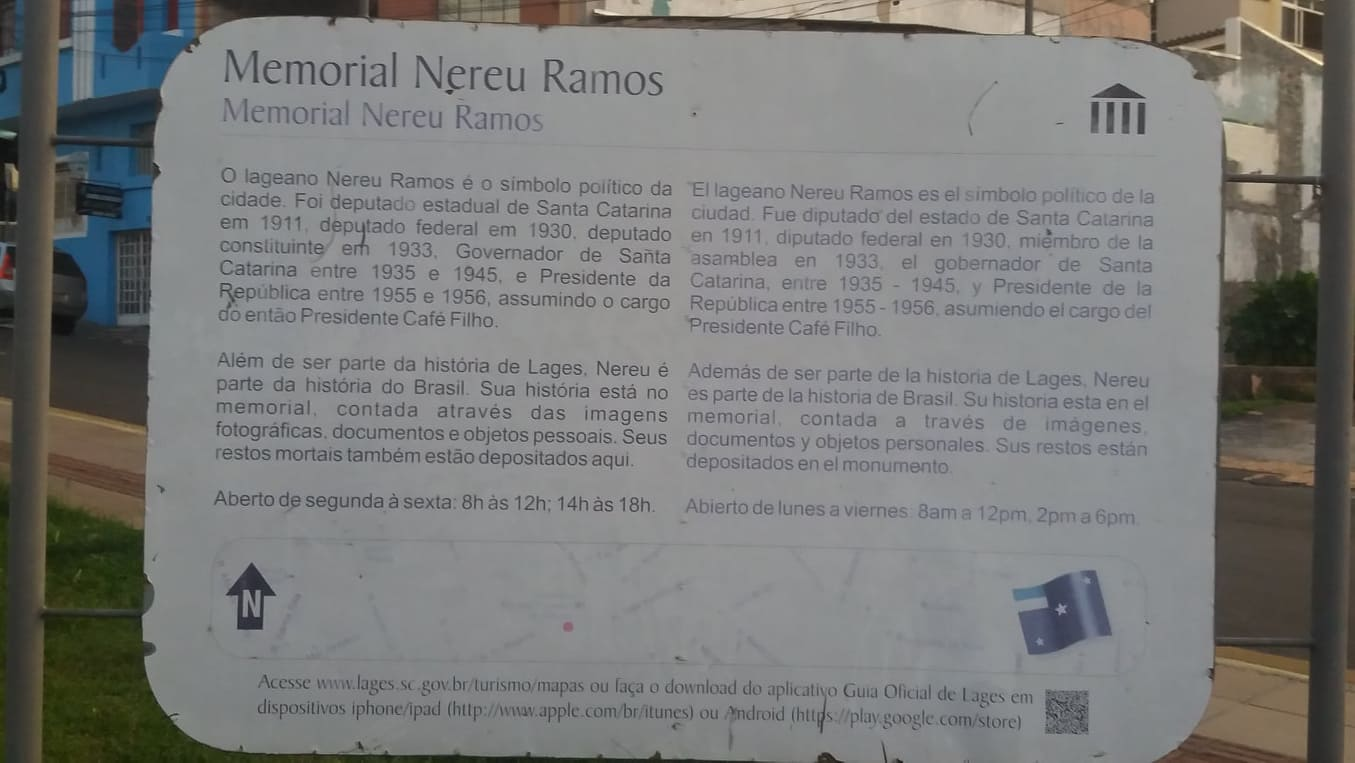
Placa informativa no pátio de entrada do Memorial Nereu Ramos

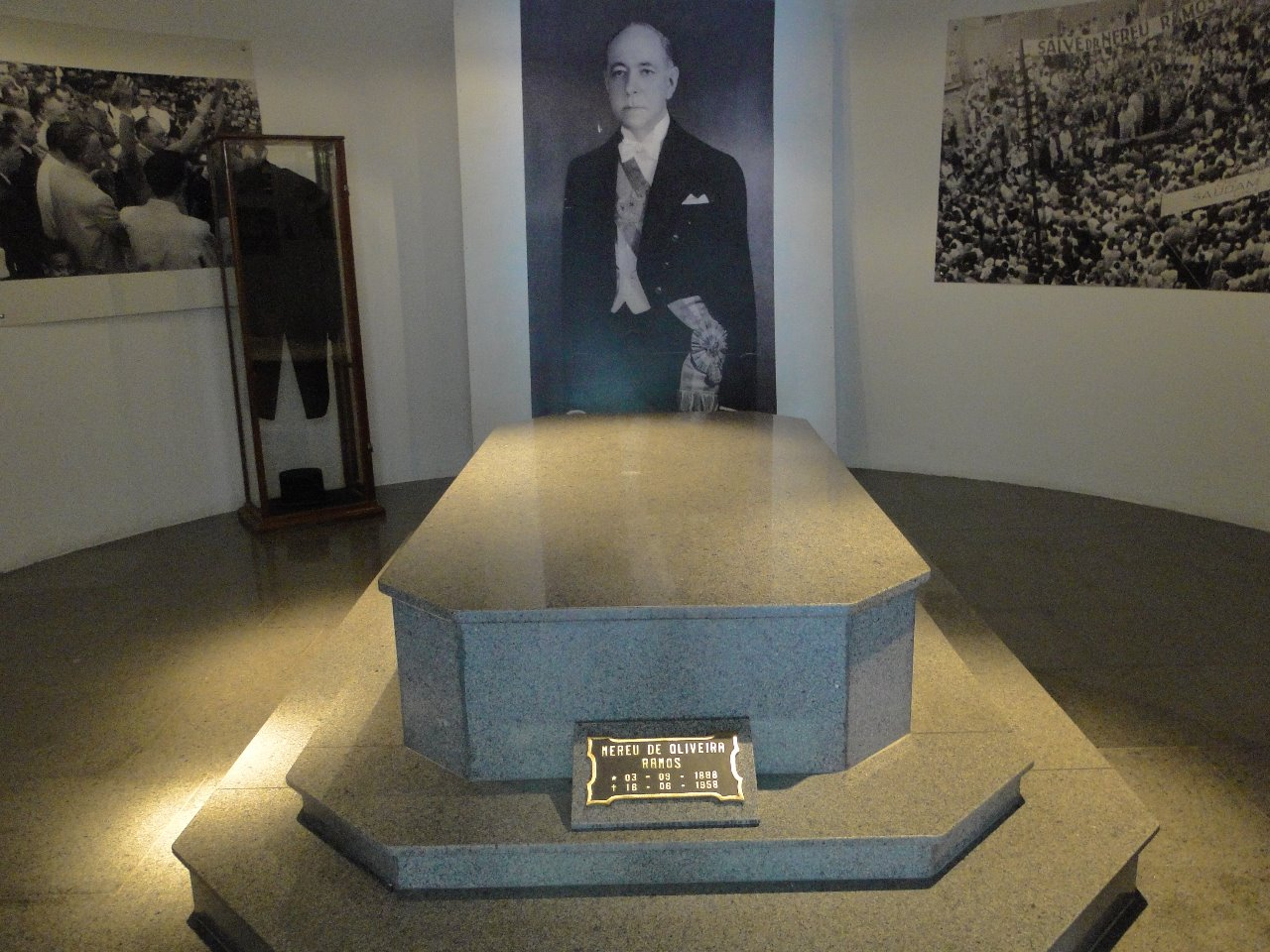
Sepultura de Nereu Ramos

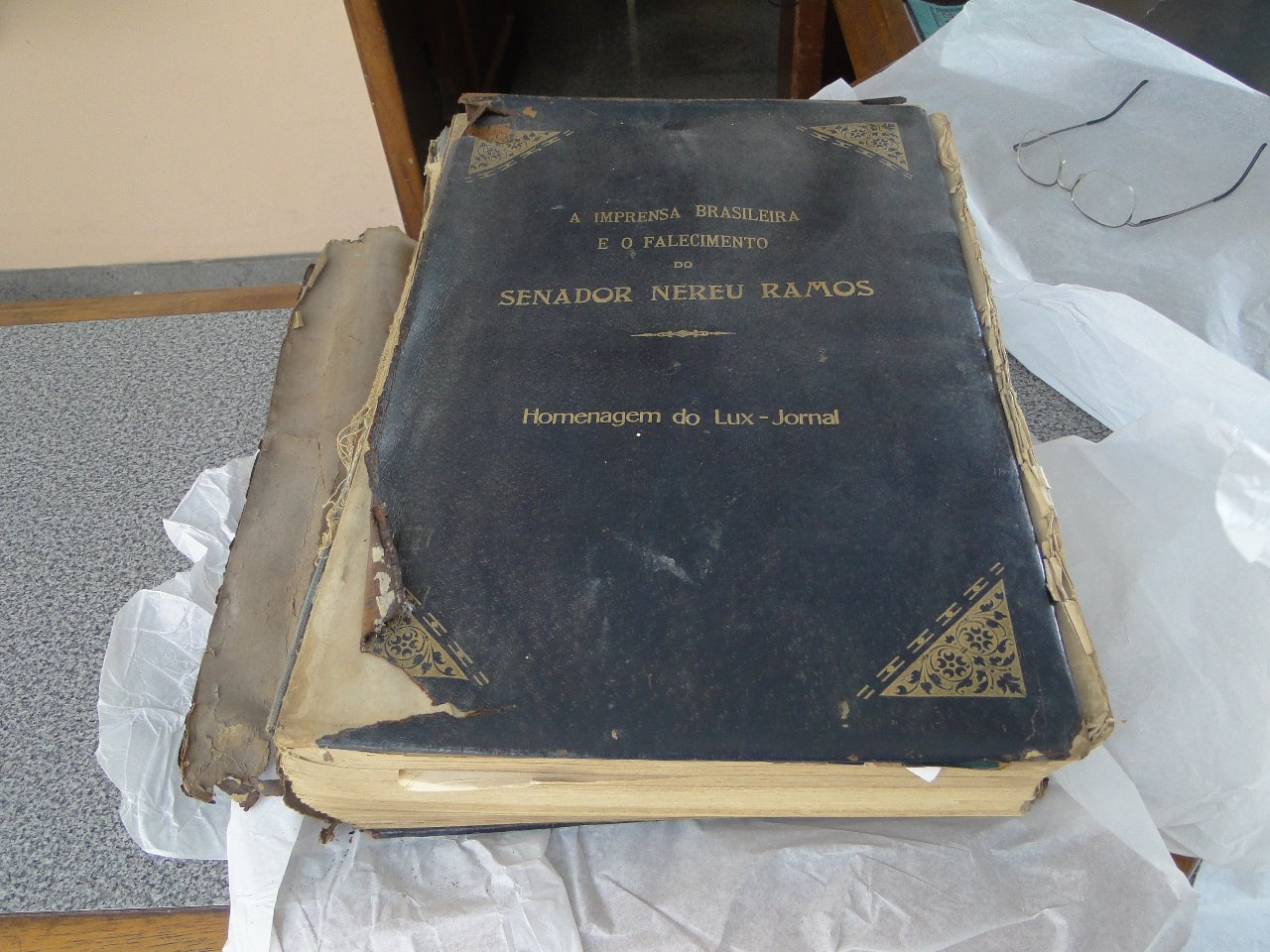
Volume reunindo recortes de artigos de jornais publicados na época do acidente que vitimou Nereu Ramos

Foi fundado em 3 de setembro de 1992 e é mantido pela Fundação Cultural de Lages (FCL).
O museu conta a história de Nereu Ramos, um político ilustre do estado de Santa Catarina e que foi deputado estadual em 1911, deputado federal em 1930, deputado constituinte em 1933, governador do estado entre 1935 e 1945, e presidente da República de 1955 a 1956, assumindo o cargo do então presidente Café Filho.
A maior parte do acervo pertence ao Museu da República, e diversos objetos foram doados pela família de Nereu Ramos. No espaço são encontradas mais de 2700 fotos, que contam a história do lageano nascido na Coxilha Rica em 3 de setembro de 1888; há também medalhas e placas de condecorações, jornais e revistas da época.
Os restos mortais de Nereu Ramos, vítima de acidente aéreo em 1958, e um braço da poltrona do avião que caiu em São José dos Pinhais, no Paraná, fazem parte do patrimônio do memorial.